# Teringtubbies
Teringtubbies was een parodie van de Nederlandse programmamaker Bart de Graaff op de kinderserie Teletubbies. De acht afleveringen werden in 1998 uitgezonden bij omroep BNN als onderdeel van het programma De zondagavond van BNN.
In het programma speelde De Graaff de rol van Teringtubbie in een speciaal voor hem ontworpen rood pak. Zijn gedrag stond haaks op het lieve, zachte karakter van de Teletubbies: bij de Teringtubbies werd er gevloekt en hasj gerookt, er werden seksuele handelingen verricht en ze deden openlijk hun behoefte in het landschap. Naast het personage van De Graaff waren er nog een gele Teringtubbie en een Tietentubbie, waarvan alleen de borsten zichtbaar waren.
De makers reageerden met de Teringtubbies op het grote succes dat het programma Teletubbies had onder peuters. Volgens de makers zorgden de Teletubbies er voor dat tweejarigen verslaafd raakten aan televisie, en uit ergernis besloten ze om een parodie op het programma te maken.
Het programma zorgde voor enige ophef. De BBC was niet gelukkig met de parodie op hun kinderprogramma en klaagde bij Teleac (die de Teletubbies uitzond) en BNN over de uitzendingen. Ouders maakten zich zorgen over de invloed van het programma op de kinderen en over de populariteit van het 'Teringtubbie-lied'.